# Tarfaya

Marokko während der Kolonialzeit

Tarfaya (arabisch طرفاية, DMG Ṭarfāya, Zentralatlas-Tamazight ⵟⴰⵔⴼⴰⵢⴰ Ṭarfaya) ist eine Kleinstadt mit gut 8000 Einwohnern in der Region Laâyoune-Sakia El Hamra im Süden Marokkos. Die Stadt ist Verwaltungszentrum der Provinz Tarfaya und war vor der Besetzung der Westsahara-Gebiete die südlichste und westlichste Stadt Marokkos.

## Lage und Klima
Tarfaya liegt unmittelbar am Atlantischen Ozean in der Nähe des Kap Juby etwa 545 km (Fahrtstrecke) südwestlich von Agadir. Die Entfernung zur Hauptstadt Rabat beträgt ca. 1070 km; bis nach Marrakesch sind es etwa 770 km. Bei Tarfaya gibt es einen Flughafen mit dem IATA-Code TFY. Das Klima ist wüstenartig; Regen (ca. 40 mm/Jahr) fällt nahezu ausschließlich im Winterhalbjahr.

## Bevölkerungsentwicklung
| Jahr      | 1994  | 2004  | 2014  | 2024   |
| Einwohner | 4.506 | 5.615 | 8.027 | 11.030 |

Die Einwohner von Tarfaya setzen sich zusammen aus sesshaft gewordenen Nomaden und zugewanderten Berbern aus den Gebieten des Antiatlas. Die Annexion der Westsahara-Gebiete (1975/76) hat auch andere Bevölkerungsgruppen aus Zentralmarokko hierher geführt.

## Wirtschaft
Traditionell spielte der Fischfang die wichtigste Rolle im Wirtschaftsleben der hier lebenden Menschen, doch fehlten bis zur Mitte des 20. Jahrhunderts die notwendigen Rahmenbedingungen für den Weitertransport und die Vermarktung; andere Lebensmittel wie Mehl/Brot, Obst und Gemüse mussten getauscht oder zugekauft werden. Seit der Mitte des 20. Jahrhunderts erlebt der Individualtourismus einen stetigen Aufschwung. Im Dezember 2014 wurde in der Nähe der Windpark Tarfaya mit einer Leistung von 301 Megawatt in Betrieb genommen.

## Geschichte

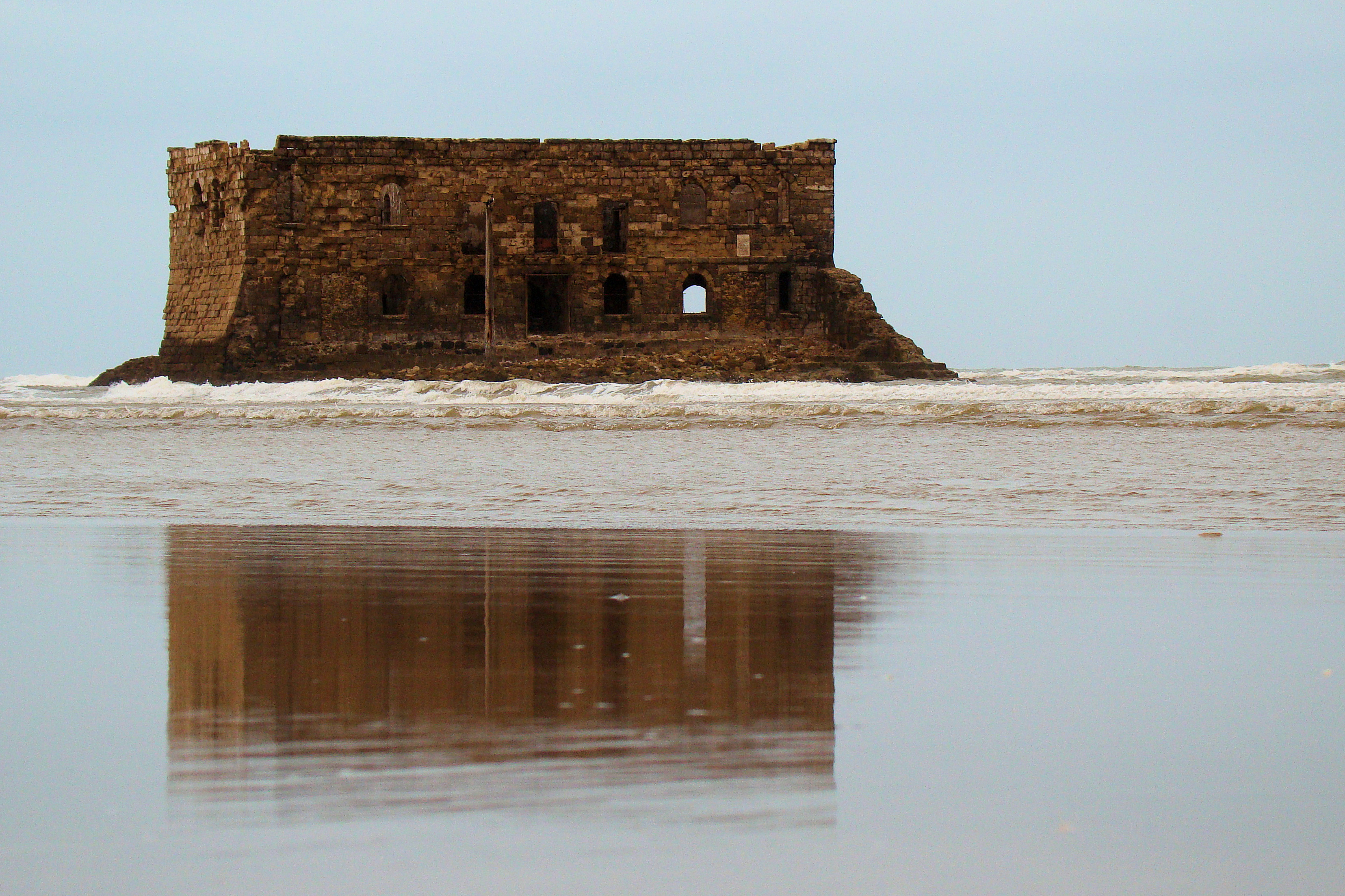
Festung Casa Mar vor Tarfaya

In den Jahren von 1879 bis 1895 ließ Donald MacKenzie eine Niederlassung für seine North-West Africa Company errichten, verkaufte aber schließlich die Gebäude für 50.000 Pfund an den Sultan, der sie verfallen ließ. Von 1916 bis 1958 gehörte die Gemeinde unter dem Namen Villa Bens zum spanischen Protektorat Süd-Marokko und war Verwaltungssitz des sogenannten Kap-Juby-Streifens. Die Kolonie war finanziell äußerst unergiebig, neben dem Fischfang bot sich Tarfaya später hauptsächlich als Zwischenlandeplatz für Flüge nach Südamerika an. Antoine de Saint-Exupéry war in den Jahren 1927/28 hier stationiert und so gilt Tarfaya als einer der möglichen gedanklichen Entstehungsorte des Kleinen Prinzen. 
Tarfaya war gleichzeitig auch Strafkolonie. Der Historiker John Mercer zitiert einen englischen Piloten, der 1930 in dem Ort landete mit den Worten:
„Die Soldaten hatten zerlumpte Uniformen und Fetzen um die Beine gewickelt anstatt der Stiefel; ihre missmutigen Gesichter erinnerten Findlay daran, dass diese Militärbasen zugleich Straflager waren; [...] man sagte ihm, dass viele wegen der Hitze und der Wüste durchdrehten. Die Mannschaften meuterten gegen die Offiziere, die Offiziere wälzten Umsturzpläne gegen den König. Von Zeit zu Zeit griffen die Sahraui an; man bewog sie durch Gewalt oder durch Lebensmittel, die man ausserhalb der Mauern hinlegte, von ihrem Überfall abzulassen.“
Überregionale Bedeutung hatte Tarfaya, als im November 1975 in der Nähe des Ortes 350.000 Teilnehmer des Grünen Marschs in einem Zeltlager lebten. Das Lager umfasste ca. 22.000 Zelte auf einer Fläche von 70 km2.
Anfang 2008 wurde eine Fährverbindung zwischen Tarfaya und Puerto del Rosario, Fuerteventura, aufgenommen. Die Autofähre Assalama der Reederei Naviera Armas verkehrte dreimal wöchentlich. Es handelte sich um die erste Fährverbindung zwischen den Kanarischen Inseln und der nahe gelegenen Küste Afrikas. In Erwartung des dadurch möglich gewordenen Kfz-Verkehrs zwischen den Kanaren und Marokko begann in Tarfaya ein bescheidener wirtschaftlicher Aufschwung. Diese Fährverbindung kam jedoch für unbestimmte Zeit wieder zum Erliegen, als die Assalama am 30. April 2008 bei einem missglückten Manöver im Hafen von Tarfaya leck schlug und später im flachen Wasser vor Tarfaya strandete, wo sie bis heute liegt.

## Sehenswürdigkeiten
- Wichtigste Attraktionen Tarfayas sind das Meer und die nahezu endlosen Sanddünen in der Umgebung.
- Am Strand befindet sich ein Denkmal für den Piloten und Schriftsteller Antoine de Saint-Exupéry, der hier in den späten 1920er Jahren wiederholt stationiert war und hier viele Inspirationen für seine spätere Erzählung Der kleine Prinz empfing.
- In der Avenue Moulay Abd El Azize steht  ein Museum, das Saint-Exupéry gewidmet ist.
- Ca. 1 km vor der Küste liegt die Ruine der in den 1880er Jahren von den Engländern erbauten befestigten Handelsniederlassung Casa Mar.

Umgebung
- Gut 20 km östlich befindet sich der im Jahr 2006 an der Atlantikküste eingerichtete Nationalpark Khenifiss (siehe Nationalparks in Marokko).